# Edmund Pascha
Edmund Pascha, původně česky Páska nebo Paska, užívající pseudonym Claudianus Ostern (1714, Kroměříž – 6. května 1772, Žilina), byl slovenský františkán, kazatel, varhaník a hudební skladatel českého (moravského) původu.

## Život
Narodil se v roce 1714 v Kroměříži. O jeho rodinném původu a dětství není nic známo. Již v rodném městě se ale mohl seznámit s františkány. Jeho bližší kontakt s řádem však probíhal spíše skrze klášter v Uherském Hradišti patřícímu do uherské salvatoriánské provincie františkánů. Do této provincie totiž náležel a v ní působil již od svého vstupu do řádu v dnes slovenském Hlohovci v roce 1731, kdy obdržel řeholní jméno Edmund. Současně se stal klerikem připravujícím se na kněžství. Jako i ostatní františkánští klerici a kněží studoval v klášterní škole filozofii, konkrétně v klášteře v Beckově, a následně teologii v Uherském Hradišti. Po ukončení studia a vysvěcení na kněze působil jako Jako kněz, kazatel a varhaník v řadě klášterů salvatoriánské provincie na Slovensku, mimo jiné v Prešově, Pruském, a v Žilině. Byl značně nemocný. Po řadu let trpěl nadměrnou lámavostí kostí nebo dnou, kvůli čemuž byl chromý (chodil o berlích) a postižen i na rukou, z čehož lze odvodit jeho pseudonym Claudianus (z latinského Claudus = chromý). . V závěru svého života onemocněl rakovinou. Zemřel v žilinském klášteře 6. května 1772.
Ke třístému výročí narození chystala Mincovňa Kremnica vydání pamětní stříbrné mince v hodnotě 10 €. Emise však byla zrušena.

## Dílo
Edmund Pascha byl nejen varhaníkem, ale také hudebním skladatelem. Komponováním slovenských pašijí, pastorálních mší a koled se zasloužil nejen o rozvoj barokní hudby na Slovensku, ale i o slovenskou literaturu. Ve svých hudebních sbornících zachoval zejména vánoční folklór a osobitou slovenskou lidovou poesii s vánočními a velikonočními náměty. „Skládal v duchu lidové poesie vánoční pastýřské písně a básně, psal, illuminoval a celostránkovými obrazy zdobil notované kancionály, komponoval koledy a pastýřské mše na své texty.“ Ve své soudobé slovenštině užíval četné moravismy vycházející z jeho moravského původu. Paschova lidová barokní hudba a poezie klade velký důraz na pastýřské obsazení zejména u vánočních textů. Lidové prvky uplatňoval v melodické, rytmické i harmonické rovině. V jeho barokním stylu je možno nalézt i pravky starší, ale i raně klasicistní hudby.
Od Edmunda Paschy se dochovalo nebo je známo několik rukopisných hudebních sborníků:
- Takzvaný Žilinský kancionál, sepsaný, jak název napovídá, během autorova působení v žilinském klášteře okolo roku 1770.[8] Skládá se ze dvou částí. První z nich: Harmoniae pastorales, nebo též v singuláru Harmonia pastoralis (Pastýřske harmonie, ff. 2-27) obsahuje hudební doprovody ke dvěma vánočním mším, kde je původní latinský mešní text doplněn o slovenské lidové koledy a pastorely.[9] Je tím představován jistý přechod od plně latinských mešních zpěvů k textům zcela v národním jazyce, jak psal vánoční mše v češtině o něco později Jan Jakub Ryba. Stylově je vycházeno ze světské (lidové) hudby doplněné o basso continuo provedené varhanami, čímž jistě sledoval snahu přiblížit chrámovou hudbu lidovému obecnému vkusu a vnímání. Místo častějších barokních vícehlasých polyfonií jsou však v duchu františkánské tradice[10] používány, až na výjimky, jednohlasé zpěvy provedené jedním zpěvákem, v duetu nebo jednohlasně celým sborem, jehož důraz ještě v těchto pasážích doplňují dechové nástroje. Druhá část svazku nazvaná Prosae pastorales (Pastýřské zpěvy, ff. 28-54) obsahuje dvacet pět vánočních koled a pastorál, písní nebo rozhovorů pastýřů, andělů. Mezi nimi je i známá koleda „Do hory, do lesa, valaši!“.

Nejznámějším dílem je Vánoční mše F-dur z výše uvedeného sborníku Harmonia pastoralis, jejíž autorství je připisováno G. Zrunkovi.  Je to jedinečné dílo slovenského baroka. Hudební historici uvádějí, že  Vánoční mše pro své kouzlo, neopakovatelnou originalitu a zemitou sílu nemá obdoby ani v jedné ze známých vánočních mší (dr. Terrayová). V této mši lze obdivovat nejen hudební skladbu, ale zejména slovenské vložky vsunuté mezi klasické (byť zkrácené) latinské texty. Je zapsaná jako varhanní particel. Kromě varhan obsahuje vstupy i dalších nástrojů: klarin, fléten a pastýřských trub (tuba pastoralis). Varhanní mezihry, sólové árie, dueta i vokální trojhlas se střídají s jednohlasými sborovými částmi.
Kromě vánočních skladeb se dochovaly ještě tři pasionály:
- Passionale Domini Venerabilis Conventus Soloensis – pasionál pocházející dle chronogramu v titulu z roku 1771 a rovněž určený pro františkánský klášter v Žilině.[14] Stejně jako následující uvedené pasionály obsahuje notované responsoriální pašije se čtyřhlasými zpěvy. na Květnou neděli a Velký pátek. Hudbu v nich Pascha doplnil o několik vlastnoručních akvarelů (zde svatá Barbora, Patronka žilinského františkánského chrámu a kláštera, Ukřižování, kříž, autoportrét autora). Textovou část tvoří jednoduchá rozjímání. Je to výsostně barokní poesie.
- Pasionál pro prešovský františkánský klášter z roku 1770[2] obsahuje stejně jako předchozí a následující notované responsoriální velikonoční pašije.
- Pasionál pro klášter v Pruském z roku 1771[2]

Edmund Pascha není autorem všech skladeb, ale autorem některých skladeb je jiný františkánský varhaník a skladatel Georgius Zrunek.
Uvedené hudebniny, s výjimkou Prušianskeho pasionálu jsou v Literárnom archíve Matice slovenskej v Martině. Prušianský pasionál je uložen v Štátnom archíve v Bytči.